# Tennbachlücke
Die Tennbachlücke ist ein hochalpiner Gebirgsübergang in den Berner Alpen.
Sie liegt in einer Höhe von 3092 m ü. M. zwischen dem Sackhorn im Westen und dem Elwertätsch im Osten und verbindet das Gasterntal im Norden (Kanton Bern) mit dem Lötschental im Süden (Kanton Wallis).
Die erste touristische Überschreitung der Tennbachlücke erfolgte am 5. August 1894 durch Edward Felix Mendelssohn Benecke und Henry Alfred Cohen.